# Rogljati hrček
Rogljati hrček (znanstveno ime Gyromitra infula) je gliva iz rodu hrčkov (Gyromitra). Molekularna filogenetska raziskava iz leta 2023 ga je uvrstila v novo ustvarjen rod in ga preimenovala v Paragyromitra infula.. Specifični epitet izhaja iz latinske besede infula za mitro, visoko, dvorogljato obredno pokrivalo cerkvenih dostojanstvenikov.

## Značilnosti
Goba oziroma njen apotecij je sedlaste oblike z dvemi ali več režnji in meri od 2,5 do 9 cm. Zunanja plodna površina je rdečkasto do oranžno rjava, pogosto s črno rjavimi lisami. Znotraj je votla in razdeljena na komore.
Bet je večinam vodel in je visok od 2 do 8 cm ter širok od 1 do 2,5 cm. Se spreminja v barvi od rdečkasto rjave to belkaste, vendar je običajno svetlejši od plodnega dela gobe (apotecija). Površina je rahlo žametasta, prekrita s plastjo zelo drobnih dlačic.
Meso je debelo 1 do 2 mm, krhko in belkasto do rjavkasto. Nima opaznega vonja ali okusa.

## Razširjenost in življenjski prostor
Rogljati hrček je saprofitna gliva, ki uspeva v iglastih ali mešanih gozdovih, pogosto na gnilem lesu ali trdi, zgoščeni zemlji. Razširjena je po Severni Ameriki, od Kanade do Mehike, najdemo pa jo tudi v Evropi, Aziji in Južni Ameriki. Za razliko od sorodnih hrčkov, ki rastejo predvsem pomladi, se pojavlja med poznim poletjem in jesenjo.

## Mikroskopske značilnosti
Trosni odtis je bele barve. Trosi so elipsoidne oblike, prozorni, gladki in na koncih vsebujejo dve veliki kapljici olja. Merijo 17–22 x 7–9,5 μm.

## Podobne vrste
- pomladanski hrček (Gyromitra esculenta) nima značilne sedlaste oblike in raste pomladi
- široki hrček (Gyromitra ancilis) je skledaste oblike in raste pomladi
- jamičasti loputar (Helvella lacunosa)  ima brazdast bet in je nepravilne loputaste oblike

## Uporabnost
Velja za strupenega, podobno kot smrtno nevarni pomladanski hrček. Vendar novejša študija iz leta 2023 v njemu ni odkrila sledov giromitrina.